# Hino da Carta
Hymno da Carta (tiếng Việt: Thánh ca Hiến chương, chính tả Bồ Đào Nha hiện đại: Hino da Carta) là một bài hát ái quốc, trở thành quốc ca của Vương quốc Bồ Đào Nha vào tháng Năm năm 1834. Nó được sáng tác bởi vua Pedro IV của Bồ Đào Nha (cũng Hoàng đế Pedro I của Brazil)."Carta" đại diện cho Hiến chương Lập hiến do Pedro IV ban hành. Bài quốc ca tiếp tục được sử dụng cho đến ngày 19 tháng Bảy năm 1911, một năm sau khi Bồ Đào Nha trở thành nước cộng hoà, và được thay thế bởi A Portuguesa.

## Lời
I
Ó Pátria, Ó Rei, Ó Povo,
Ama a tua Religião
Observa e guarda sempre
Divinal Constituição
Điệp khúc:
Viva, viva, viva ó Rei
Viva a Santa Religião
Vivam Lusos valorosos
A feliz Constituição
A feliz Constituição
II
Ó com quanto desafogo
Na comum agitação
Dá vigor às almas todas
Divinal Constituição
(Điệp khúc)
III
Venturosos nós seremos
Em perfeita união
Tendo sempre em vista todos
Divinal Constituição
(Điệp khúc)
IV
A verdade não se ofusca
O Rei não se engana, não,
Proclamemos, Portugueses
Divinal Constituição
(Điệp khúc)